# Norske Grenselosers Museum
Norske Grenselosers Museum är ett museum i Eidskogs kommun i Norge.
Museet är beläget i Skjølåbråtan intill en gammal numera bortglömd huvudväg mot Sverige vid sjön Skjervangen i Eidskogs kommun ett par kilometer från gränsen nära gränsröse 54. Det öppnade 1995 i den nedlagda timrade byskolan som byggts 1894 för att med föremål, dokument och fotografier skildra gränslotsarnas och kurirernas liv och verksamhet under den tyska ockupationen åren 1940–1945.
Under andra världskriget flydde omkring 50 000 människor från det tyskockuperade Norge till Sverige, ofta utefter gamla bortglömda stigar eller vägar. En av flyktvägarna passerade skolhuset i Skjølåbråten på Vestmarka i Eidskogs kommun. På stugans loft gömdes flyktingar och kurirer i avvaktan på att fortsatt färd över gränsen skulle kunna ske utan alltför stor risk för upptäckt av tyska soldater, då det för den som upptäcktes av tyskarna eller deras handgångna sannolikt väntade avrättning. Under tiden de gömde sig på loftet pågick skolverksamheten nere på bottenvåningen.